# Тракль, Георг
Гео́рг Тракль (нем. Georg Trakl; 3 февраля 1887[…], Зальцбург, Австро-Венгрия — 3 ноября 1914[…], Краков, Цислейтания) — австрийский поэт.

## Биография
Тракль родился и провёл первые 18 лет жизни в Зальцбурге. Учился в католической начальной школе (хотя его родители были протестантами). В зальцбургской гимназии изучал латынь, древнегреческий, математику, в 17 лет начал писать стихи.
Не окончив гимназии, Тракль проработал три года в аптеке. В это время он обращается к драматургии, но его пьесы «День поминовения» и «Фата Моргана», поставленные в 1906 году в городском театре, успеха не имели.
В 1908 году Тракль переехал в Вену, чтобы изучать фармакологию в университете, но куда больше внимания уделял поэзии. Он сблизился с венской поэтической и художественной богемой и впервые смог опубликовать свои стихи.
Окончив учёбу в университете и получив известие о смерти отца, Тракль записался в армию. После годичной службы он вернулся в Зальцбург и снова стал работать в аптеке, но вскоре был принят на должность военного провизора при аптеке гарнизонного госпиталя в Инсбруке. В Зальцбурге он получает признание в поэтических кругах, его стихи печатаются в авторитетном журнале Der Brenner, а в 1913 году выходит первый сборник Тракля под названием «Стихотворения» (нем. Gedichte). Траклю покровительствует философ и меценат Людвиг Витгенштейн, учредитель стипендии для бедствующих поэтов. Между тем в Инсбруке поэт вёл богемный образ жизни, пристрастившись к кокаину и алкоголю.
С началом Первой мировой войны Тракль был мобилизован в австро-венгерскую армию, служил в полевом госпитале в Галиции. Он с трудом справлялся с обязанностями по уходу за ранеными, страдал от депрессии, пытался покончить с собой. Он был переведён в Краков и госпитализирован. 3 ноября 1914 года покончил с собой в больничной палате, приняв смертельную дозу кокаина. Похоронен на Раковицком кладбище; в 1925 году прах поэта, по желанию его друга Людвига фон Фикера, был перенесён на Новое Мюлауское кладбище в Инсбруке.
Изображен на австрийской почтовой марке 1989 года.

## Творчество

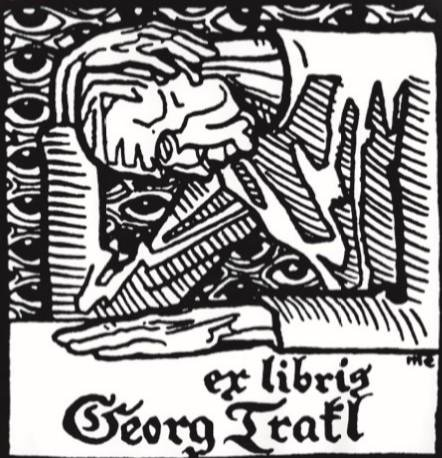
Экслибрис Тракля, выполненный Максом фон Эстерле, 1913 год

Стихотворное наследие Тракля невелико по объёму, но оказало значительное влияние на развитие немецкоязычной поэзии. Трагическое мироощущение, пронизывающее стихи поэта, символическая усложнённость образов, эмоциональная насыщенность и суггестивная сила стиха, обращение к темам смерти, распада и деградации позволяют причислить Тракля к экспрессионистам, хотя сам он формально не принадлежал ни к одной поэтической группировке. Сам поэт описывал свой стиль следующим образом: «Моя манера изображения, сливающая в единое впечатление четыре разных образа в четырёх строках».
Первыми переводчиками его поэзии на русский язык были Д. Выгодский и С. Тартаковер. Полное собрание стихотворений Тракля перевёл на русский язык В. Летучий. 

## Георг Тракль в культуре
- Стихи Георга Тракля используются в авангардном фильме французского режиссёра Ф. Ж. Оссанга «Доктор Шанс». Оссанг использует их мрачный пафос для нагнетания обстановки меланхолии и безысходности.
- «Сон Себастиана, или Святая ночь» — музыкальный цикл композитора Давида Тухманова на стихи Г. Тракля
- «Helian» — сплит-альбом 2018 года блэк-метал-проектов Jute Gyte и Spectral Lore, вдохновлённый стихотворением Г. Тракля «Гелиан».
- Со стихотворением An den Knaben Elis Георга Тракля связано название лихтенштейнской готик-метал группы Elis. Также группа положила некоторые его стихи на музыку.
- «Georg Trakl» — название композиции одного из ведущих представителей Берлинской школы электронной музыки Клауса Шульце, вошедшей в состав альбома «X» (1978).
- «Georg: A Requiem» — альбом немецкой готик-рок-группы ALSO (1992), полностью посвящённый творчеству поэта и его трагической биографии.
- «Der Herbst des Einsamen» — альбом немецкой dark/horror metal группы Eden Weint Im Grab (2009) в котором используются 12 стихотворений Г. Тракля.
- «Вонзайся, чёрный терновник» — роман Клода Луи-Комбе, мифобиография поэта. На русском вышел в переводе Виктора Лапицкого (Луи-Комбе К. Чёрный пробел. Избранные произведения. СПб.: Издательство Ивана Лимбаха, 2016).
- Один из персонажей романа Роберто Боланьо "2666" упоминает Георга Тракля, как своего любимого поэта
- Егор Летов в интервью журналу «НАШ» сказал: «Знаете такого поэта Георга Тракля? У него вообще, чтобы не соврать, слов сто, может двести, из которых все стихи состоят. Тем не менее, это же великая поэзия, огромная»[6].

## Русские переводы
- Георг Тракль. Стихи / Пер. с нем. и вступление Сергея Аверинцева // Иностранная литература. 1989. № 11. С. 171—176.
- Георг Тракль. Избранные стихотворения / Пер. с нем., предисл. и комм. А. Прокопьева. М.: Carte Blanche, 1993.
- Георг Тракль. Избранное. Перевод с немецкого Ольги Бараш. М.: Catallaxy, 1994.
- Г. Гейм. Umbra vitae. Г. Тракль. Песня закатной страны / пер. А. Николаева. М., 1995.
- Стихотворения. Проза. Письма. СПб.: Симпозиум, 1996 (переиздание в 2000 г.)
- Георг Тракль. Полное собрание стихотворений / пер. В. Летучего. М.: Фазис, 2000.
- Георг Тракль. Себастьян во сне: Полное собрание стихотворений. 2-е изд. / Пер. В. Летучего. М.: Водолей, 2016. ISBN 978-5-91763-291-9